# ラーズ・ロキット
ラーズ・ロキット（LÄÄZ ROCKIT）は、アメリカ合衆国出身のヘヴィメタル・バンド。
サンフランシスコ産スラッシュメタル「ベイエリア・スラッシュ」を代表するバンドの一つで、独自のパワーメタルを展開。一度解散したが、2005年に活動を再開した。

## 概要・略歴

### 結成から解散まで（1982年 - 1992年）
1982年、マイケル・クーンズ（Vo）とアーロン・ジェラム（G）らを中心に結成。バンド名の由来は、映画ダーティハリー・シリーズ『The Enforcer（邦題：ダーティハリー3）』に登場した兵器「M72 LAWロケット弾」の演出から。
メンバーの変遷を経てフィル・ケトナー（G）、ウィリー・ラング（B）、ヴィクトル・アグネロ（Ds）のラインナップで固まり、1984年に1stアルバム『City's Gonna Burn』でデビュー。翌1985年に2ndアルバム『No Stranger to Danger』と連続して作品を発表。
1987年、EMI傘下のレーベル「Enigma Records」から、3rdアルバム『Know Your Enemy』をリリースしメジャーデビュー。
1989年、4thアルバム『Annihilation Principle』を発表の頃、主要メンバーが脱退。以降、流動的なメンバー構成を繰り返す。
1991年、所属レーベル「Enigma」が倒産。紆余曲折を経て5thアルバム『Nothing'$ $acred』をリリースした後、翌1992年の初来日公演などを最後にバンドは消滅。グルーヴ・メタルバンド「GACK」（ガック）として再スタートを切り作品も制作するが、こちらも1990年代半ばに解散した。

### 再結成後（2005年 - 現在）
2005年、13年ぶりに「ラーズ・ロキット」名義でライブ活動を再開し、『THRASH DOMINATION 05』にて来日公演も果たす。この頃の模様を翌年に映像作品としてリリースした。
2008年、17年ぶりの6thアルバム『Left for Dead』を発表。
2011年 - 2012年、結成30周年を記念したライブ企画を大々的に行う。以降は、解散宣言が無い事実上の活動停止。
2014年、創立メンバー ヴィクトル・アグネロが白血病により死去。
2018年10月23日、ベーシストのウィリー・ラングがバイク事故により死去。

## スタイル
結成直後はグラムメタル的なスタイルでスタートし、デビューアルバムもスピードメタルの範疇だった。3rdアルバム以降から、アグレッシブな度合いが増したパワーメタルを展開。地元サンフランシスコ産のスラッシュメタル「ベイエリア・スラッシュ」影響下のサウンドに接近する。
大幅なメンバーチェンジを行った5thアルバムでは よりテクニカル化し、17年ぶりの6thアルバムでも同スタイルで洗練されていた。

## メンバー

### 現ラインナップ
- マイケル・クーンズ Michael Coons - ボーカル（1982–）
- アーロン・ジェラム Aaron Jellum - ギター（1982–）
- フィル・ケトナー Phil Kettner - ギター（1983–1989、2005–）
- スカイ・ハリス Sky Harris - ドラムス（2007–）

### 旧メンバー
- ヴィクトル・アグネロ Victor Agnello - ドラムス（1983–1989、2005–2006）RIP.2014
- デイヴ・スター Dave Starr - ベース（1982–1983）
- ウィリー・ラング Willy Lange - ベース（1983–1989、2005–2018）RIP.2018
- ジェフ・ウェラー Jeff Weller - ギター（1989–1990）
- スヴェン・セダールンド Sven Soderlund - ドラムス（1989–1990）
- ケン・サヴィッチ Ken Savich - ギター（1990–1991）
- ジョン・トーレス Jon Torres - ベース（1990）
- スコット・リー・サージェント Scott Lee Sargeant - ギター（1991–1992）
- スコット・ドミンゲス Scott Dominguez - ベース（1991–1992）
- デイヴ・チャヴァッリ Dave Chavarri - ドラムス（1991–1992）

## ディスコグラフィ
オリジナル・アルバム
- City's Gonna Burn（1984）
- No Stranger to Danger（1985）
- Know Your Enemy（1987）
- Annihilation Principle（1989）
- Nothing'$ $acred（1991）
- Left for Dead（2008）

ライブ・アルバム
- Taste of Rebellion: Live in Citta（1992）